# Europese kampioenschappen schaatsen afstanden 2022 - 3000 meter vrouwen
De 3000 meter vrouwen op de Europese kampioenschappen schaatsen 2022 werd verreden op vrijdag 7 januari 2022 in ijsstadion Thialf in Heerenveen.
Titelverdedigster Esmee Visser had zich niet geplaatst en werd opgevolgd door Irene Schouten.

## Uitslag
| #      | Schaatser              | Land        | Tijd    |
| ------ | ---------------------- | ----------- | ------- |
| Goud   | Irene Schouten         | Nederland   | 3.56,62 |
| Zilver | Antoinette de Jong     | Nederland   | 3.59,79 |
| Brons  | Francesca Lollobrigida | Italië      | 4.00,61 |
| 4      | Ragne Wiklund          | Noorwegen   | 4.01,86 |
| 5      | Carlijn Achtereekte    | Nederland   | 4.04,79 |
| 6      | Marina Zoejeva         | Wit-Rusland | 4.09,32 |
| 7      | Claudia Pechstein      | Duitsland   | 4.11,60 |
| 8      | Sofie Karoline Haugen  | Noorwegen   | 4.12,17 |
| 9      | Leia Behlau            | Duitsland   | 4.14,20 |
| 10     | Marit Fjellanger Bøhm  | Noorwegen   | 4.14,26 |
| 11     | Natálie Kerschbaummayr | Oostenrijk  | 4.17,05 |
| 12     | Magdalena Czyszczoń    | Polen       | 4.17,15 |
| 13     | Veronika Antošová      | Tsjechië    | 4.21,88 |
| 14     | Zuzana Kuršová         | Tsjechië    | 4.21,91 |
| 15     | Ramona Härdi           | Zwitserland | 4.25,38 |
| 16     | Laura Peveri           | Italië      | 4.25,84 |